# Стефаново (област Добрич)
 Тази статия е за селото в Област Добрич.  За другите български села с това име вижте Стефаново.  
Стефаново е село в Североизточна България. То се намира в община Добричка, област Добрич.

## География
Село Стефаново е разположено в Добруджанското плато, в източната част на Дунавската хълмиста равнина, на надморска височина около 200 м. От състава на Община Добричка, на главен път Добрич – Албена, южно – 7 км от гр. Добрич, на 28 км от курорта Албена, на 50 км от гр. Варна. Климатът е умерено-континентален. Население – 960 жители – българи, турци, роми от скоро англичани и руснаци. Почва – силноизлужени и излужени черноземи. Земеделски район – отглеждат се основно пшеница, царевица. слънчоглед, фасул и др.

## История
През Османския период и след Освобождението селото носи името Ай орман.
В най-ранни писмени източници в турски регистри от 1526, 1527 г. записано като село Айо орман. По късно /1673, 1676 и 1792 г./ се споменава и под имената Аюв орман и Айъ орман. През 1573 г. селото се споменава под името Аюв орман с един овчар, дължащ 30 овце данък на държавата, поради тази причина е поставено в списъка на овцевъдите.
В периода от 1732 г. до 1790 г. селото е отбелязано на 27 места в официални турски документи като Айорман, Айу орманъ и Аху орман. 
След Освобождението селото се намира на пътя Варна-Добрич и става център на селска община, като през 1900 г. в нея се включват 17 селища. От 1913 до 1940 г. селото попада в границите на Кралство Румъния. 
Със заповед № 2191 от 27 юни 1942 г. е решено село Айорман да се преименува на село Стефаново.

## Население
Преброяване на населението през 2011 г.
Численост и дял на етническите групи според преброяването на населението през 2011 г.:
|                     | Численост | Дял (в %) |
| Общо                | 921       | 100,00    |
| Българи             | 439       | 47,66     |
| Турци               | 213       | 23,12     |
| Цигани              | 112       | 12,16     |
| Други               | 11        | 1,19      |
| Не се самоопределят | 49        | 5,32      |
| Неотговорили        | 97        | 10,53     |

## Култура
- Основно Училище „П. К. Яворов“, тел. 05713-2526, Директор-Станка Иванова
- Целодневна Детска градина „Дъга“ Директор – Радка Пенева
- Народно Читалище „Никола Й. Вапцаров – 1941 г.“

## Редовни събития
Празникът на селото е на 6 май. На площада пред читалището на този ден гостуват ансамбли и оркестри, има много сергии и малък лунапарк.
На Бъдни вечер в селото има коледари.